# Emmanuella de Mouchy
'Emmanuella de Mouchy' est un cultivar de rosier grimpant obtenu en 1922 par le rosiériste français Clément Nabonnand (1864-1949). Il est issu de Rosa gigantea Collett ex Crépin x 'Lady Waterlow'. C'est un sarmenteux fort robuste.

## Description
Ce rosier rustique, au feuillage vert foncé et aux aiguillons fort, présente de grandes fleurs ourlées en coupe profonde d'un rose délicat au revers plus clair. Elles ont un léger parfum de thé. Elles fleurissent tôt dans la saison en une floraison abondante unique et longue,. 'Emmanuella de Mouchy', par ses qualités de robustesse et ses tons subtils et tendres, a besoin d'être redécouvert,. Ce sarmenteux peut atteindre 4 m de hauteur.
Il doit être soigné contre l'oïdium et a besoin d'une situation ensoleillée.
Ce rosier est parfois confondu avec l'hybride de thé 'Irène Bonnet' (Nabonnand, 1920),.